# 涂抹扁脊螺
涂抹扁脊螺（学名：Platyrhaphe oblitus）为环口螺科[[]]的动物，是中国的特有物种。分布于海南等地，生活环境为陆地，多栖息于阴暗潮湿多腐殖质的灌木草丛中以及石块落叶下。